# Лексі Белл
Ле́ксі Белл (англ. Lexi Belle; нар. 5 серпня 1987 року, Індепенденс, Луїзіана, США) — американська порноакторка.

## Біографія
Лексі Белл працювала у відеомагазині. Там до неї підійшов чоловік, який бачив її сторінку на MySpace, і запропонував порноіндустрію. Через три місяці вона прийшла на перші зйомки. У своїй першій сцені вона вперше виконала мінет.
У січні 2011 року CNBC назвав Джейн однією з 12 найпопулярніших зірок у порно.
2013 року стала однією з 16 акторок документального фільму Дебори Андерсон «Збуджена» (англ. «Aroused»).
Белл — прихильниця «Зоряних Війн» і часта відвідувачка парку розваг Six Flags.

## Нагороди

### AVN Awards
| Рік  | Результат | Нагорода                         | Фільм                             |
| ---- | --------- | -------------------------------- | --------------------------------- |
| 2008 | Номінація | Best Group Sex Scene             | Slutty & Sluttier 3               |
| 2009 | Номінація | Best All-Girl 3-Way Sex Scene    | Belladonna's Fucking Girls 6      |
| 2009 | Номінація | Best All-Girl Group Sex Scene    | Bad News Bitches 3                |
| 2009 | Номінація | Best Couples Sex Scene           | Teenage Heartbreakers 2           |
| 2009 | Номінація | Best New Starlet                 | Н/Д                               |
| 2009 | Номінація | Best POV Sex Scene               | Fucked on Sight 4                 |
| 2009 | Номінація | Best Solo Sex Scene              | Teenage Heartbreakers 2           |
| 2009 | Номінація | Best Threeway Sex Scene          | Bad News Bitches 3                |
| 2010 | Перемога  | Best All-Girl Couples Sex Scene  | Field of Schemes 5                |
| 2010 | Перемога  | Best New Web Starlet             | Н/Д                               |
| 2010 | Номінація | Best All-Girl Couples Sex Scene  | Evil Pink 4                       |
| 2010 | Номінація | Best All-Girl Group Sex Scene    | Party of Feet                     |
| 2010 | Номінація | Best Couples Sex Scene           | House of Ass 10                   |
| 2010 | Номінація | Best Threeway Sex Scene          | Jailbait 6                        |
| 2010 | Номінація | Female Performer of the Year     | Н/Д                               |
| 2011 | Перемога  | Best Supporting Actress          | Batman XXX: A Porn Parody         |
| 2011 | Номінація | Best Porn Star Website           | LexiBelle.com                     |
| 2011 | Номінація | Best All-Girl Couples Sex Scene  | The Best of… Vol. 2               |
| 2011 | Номінація | Best Couples Sex Scene           | Batman XXX: A Porn Parody         |
| 2011 | Номінація | Female Performer of the Year     | Н/Д                               |
| 2012 | Перемога  | Best Boy/Girl Scene              | The Bombshells 3                  |
| 2012 | Номінація | Best Three-Way Sex Scene (G/B/B) | Superman XXX: A Porn Parody       |
| 2012 | Номінація | Best Girl/Girl Sex Scene         | Pretty in Pink                    |
| 2012 | Номінація | Best All-Girl Group Scene        | Legs Up Hose Down                 |
| 2012 | Номінація | Female Performer of the Year     | Н/Д                               |
| 2013 | Номінація | Best All-Girl Group Sex Scene    | Allie Haze: True Sex              |
| 2013 | Номінація | Best All-Girl Group Sex Scene    | D3Viance                          |
| 2013 | Номінація | Best Anal Sex Scene              | Lexi                              |
| 2013 | Номінація | Best Boy/Girl Sex Scene          | Performers Of The Year 2012       |
| 2013 | Номінація | Best Girl/Girl Sex Scene         | Remy                              |
| 2013 | Номінація | Best Girl/Girl Sex Scene         | Vicarious                         |
| 2013 | Перемога  | Best Oral Sex Scene              | Massive Facials 4                 |
| 2013 | Номінація | Best POV Sex Scene               | Superheroine 3D                   |
| 2013 | Номінація | Best Tease Performance           | Lexi                              |
| 2013 | Перемога  | Best Tease Performance           | Remy                              |
| 2013 | Перемога  | Best Three-Way Sex Scene (B/B/G) | Lexi                              |
| 2013 | Номінація | Best Three-Way Sex Scene (G/G/B) | Brazzers Presents: The Parodies 2 |
| 2013 | Номінація | Best Porn Star Website           | LexiBelle.com                     |
| 2013 | Номінація | Female Performer Of The Year     | Н/Д                               |

### FAME Awards

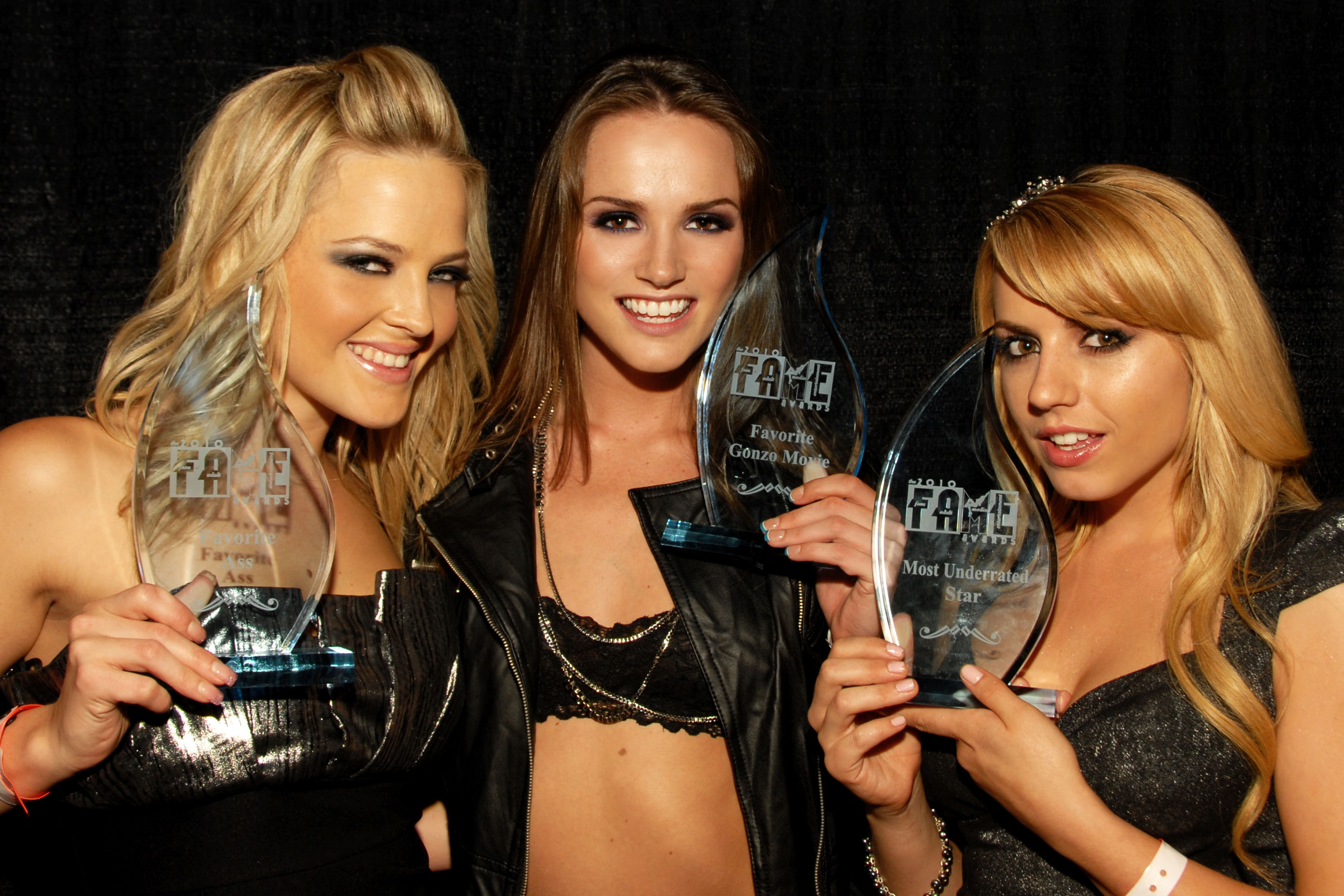
Лексі Белл (праворуч) з Алексіс Тексіс (ліворуч) і Торі Блек (у центрі) демонструє свою нагороду на F.A.M.E. Awards 2010 року

| Рік  | Результат | Нагорода                    |
| ---- | --------- | --------------------------- |
| 2010 | Перемога  | Favorite Underrated Starlet |
| 2010 | Номінація | Favorite Oral Starlet       |
| 2010 | Номінація | Hottest Body                |

### XBIZ Awards
| Рік  | Результат | Нагорода                               | Фільм                            |
| ---- | --------- | -------------------------------------- | -------------------------------- |
| 2010 | Номінація | Female Performer of the Year           | Н/Д                              |
| 2010 | Номінація | Porn Star Site of the Year             | LexiBelle.com                    |
| 2011 | Номінація | Female Performer of the Year           | Н/Д                              |
| 2011 | Номінація | Porn Star Site of the Year             | LexiBelle.com                    |
| 2013 | Перемога  | Gonzo Release of the Year              | Lexi                             |
| 2013 | Номінація | Female Performer of the Year           | Н/Д                              |
| 2013 | Номінація | Best Actress — Feature Movie           | Love, Marriage & Other Bad Ideas |
| 2013 | Номінація | Best Actress — Parody Release          | Buffy the Vampire Slayer XXX     |
| 2013 | Номінація | Best Actress — Couples-Themed Release  | Love, Marriage & Other Bad Ideas |
| 2013 | Номінація | Best Scene — Gonzo/Non-Feature Release | Lexi                             |
| 2013 | Номінація | Best Scene — All-Girl                  | D3Viance                         |

### XRCO Awards
| Рік  | Результат | Нагорода    |
| ---- | --------- | ----------- |
| 2009 | Номінація | Cream Dream |
| 2010 | Перемога  | Cream Dream |
| 2012 | Номінація | Cream Dream |

### Інші
- 2008 Adam Film World Guide Award — Teen Dream Of The Year[9]
- 2012 NightMoves Award — Best Female Performer (Editor Choice)[10]